# Ан Фортие
Ан Фортие (на английски: Anne Fortier) е датско-канадска писателка, авторка на бестселъри в жанра исторически трилър.

## Биография и творчество
Ан Фортие е родена на 10 ноември 1971 г. в Холстебро, Западна Ютландия, Дания. Под влияние на майка си Биргит Малинг Ериксен развива любов към музиката, езиците и книгите, а по историята я запалва пътуване в Тунис през 1986 г. Започва да пише първия си роман още на 11 години.
Учи история и философия в университета в Орхус, където получава докторска степен по история на идеите. Прекарва и два семестъра в „Корпус Кристи“ в Оксфордския университет. Емигрира в САЩ през 2002 г., за да работи в киното. Работи и в Института по хуманни науки във Вашингтон, както и в Канада.
Първият ѝ роман „Hyrder på bjerget“ (Овчарите в планината) е публикуван на датски през 2005 г.
Съпродуцент е на документалния телевизионен филм „Fire and Ice: The Winter War of Finland and Russia“ от 2006 г.
През 2010 г. е издаден романът ѝ „Жулиета“, който бързо става бестселър, издаден в над 30 страни по света. Сюжетът му се развива в наши дни в Сиена, Италия, и е базиран на историята на Ромео и Жулиета. Главната героиня Джули Джейкъбс е въвлечена в опасно изследване на факти и реликви от миналото.
През 2014 г. е издаден романът ѝ „The Lost Sisterhood“ (Изгубеното сестринство), който е посветен на митологията на амазонките. Оксфордската преподавателка Даяна Морган и близкоизточният гид Ник Баран търсят последните останки от наследството на женското царство.
Ан Фортие живее със семейството си в Квебек.

## Произведения

### Самостоятелни романи
- Hyrder på bjerget (на датски, 2005)
- Juliet (2010)
Жулиета, изд. ИК „Бард“, София (2011), прев. Елена Чизмарова
- Amazonerne's Ring (на датски, 2013)
- The Lost Sisterhood (2014)

### Филмография
- 2005 Fire and Ice: The Winter War of Finland and Russia